# Corbul în cultura populară
Poemul „Corbul” de Edgar Allan Poe a influențat numeroase lucrări din cultura contemporană. Imediat după publicarea poemului în 1845, acesta devine foarte popular și se transformă rapid într-un fenomen cultural. Unii consideră că este cel mai bun poem scris vreodată. Din această cauză, referiri moderne la acest poem continuă să apară în cultura populară. 

## Film
- "Corbul" a fost recreat ca o halucinație a lui Poe în filmul mut din 1915  The Raven. Pelicula este o biografie fictivă, cu Henry B. Walthall în rolul lui Poe.
- Filmul din 1935 The Raven cu Bela Lugosi ca Poe-un doctor cu obsesii și cu Boris Karloff. Filmul prezintă un dans interpretativ al "Corbului".
- În 1942, Fleischer Studios a creat A Cartoon Travesty of The Raven.
- Film de animație cu Bugs Bunny: No Parking Hare din 1953, lansat de Warner Bros. în 1954.[2]
- În 1963, Roger Corman a regizat The Raven, un film de comedie cu Boris Karloff și Vincent Price,  vag bazat pe poem.
- În filmul din 1967  Mad Monster Party, Baronul von Frankenstein testează noua sa poțiune pe un corb, ceea ce îi permite să zboare până aterizează pe o creangă.
- Filmul de scurtmetraj Vincent (1982), de Tim Burton, are un protagonist numit Vincent Malloy, al cărui "favorit autor este Edgar Allan Poe." Când Vincent pare să-și dea sufletul, la sfârșitul filmului, el recită ultima parte din "Corbul".
- În filmul din 1983 The Dead Zone (Zonă moartă), Christopher Walken (ca profesorul Johnny Smith) citește elevilor din "Corbul"  în timpul unei lecții.[3]
- În filmul din 1986 Short Circuit, robotul Numărul 5 (voce Tim Blaney) spune "Niciodată" ("Nevermore") cu referire la corbul care-l însoțește pe Stephanie Speck (interpretat de Ally Sheedy).
- În filmul din 1989 Batman, Jack Nicholson (ca „Joker”-ul) îi recită din "Corbul" lui Vicky Vale (Kim Basinger) când îi zice "Ia-ți ciocul de pe inima mea."
- Hannes Rall a regizat o versiune animată în limba germană a Corbului (Der Rabe) în 1998.
- În filmul din 1994 The Crow, Eric, personajul principal tragic, face referire la "Corbul" înainte de aruncarea în aer a amanetului lui Gideon.
- În filmul din 1994 The Pagemaster (Stăpânul cărților), când Richard și cărțile sale intră în conacul Dr. Jekyll și ușa se închide în spatele lor, un corb zboară în jos spre ei și spune: "Niciodată" ("Nevermore").
- În filmul sequel din 2001 Dr. Dolittle 2 cu Eddie Murphy, când Dolittle are o întâlnire cu toate animalele cu privire la modul în care Archie ursul îi poate ajuta la salvarea pădurii, cele mai multe dintre animalele pleacă pentru că Archie pare a fi un idiot care nu le va fi prea mult de ajutor. Un corb iritat zboară departe spunând "Nevermore".[4]
- Poemul a fost adaptat într-un film de către Trilobite Pictures și regizorul Peter Bradley în 2003. Filmul de scurtmetraj a fost lansat pe DVD în 2005 de către Lurker Films. În 2012, o versiune integrală a filmului era disponibilă online.
- Filmul Nightmares from the Mind of Poe (2006) se bazează pe "Corbul" alături de trei povestiri scurte scrise de Poe: "Inima care-și spune taina", "Balerca de Amontillado" și "Îngropat de viu".
- În filmul din 2005 The Crow: Wicked Prayer al treilea sequel al The Crow, în timpul luptei finale dintre Jimmy și Luc, Jimmy strigă sarcastic: "Spuse corbul niciodată, nenorocitule!"
- În filmul din 2010 The Expendables, numeroase referiri se fac la corbi și, indirect, la poemul "Corbul."  De asemenea personajul interpretat de Sylvester Stallone este pe punctul de a avea pe piele un tatuaj cu un corb, iar hidroavionul cu care echipa sa călătorește are o imagine supradimensionată a unui corb.
- Un film denumit The Raven, cu un Poe fictiv, a fost lansat în martie 2012.

## Legături externe
- Sfârșitul corbului de Pisica lui Edgar Allan Poe Arhivat în 9 mai 2006, la Wayback Machine. (parodie)